# Neopodonomus similis
Neopodonomus similis är en tvåvingeart som beskrevs av Chaudhuri och Soumyendra Nath Ghosh 1981. Neopodonomus similis ingår i släktet Neopodonomus och familjen fjädermyggor.
Artens utbredningsområde är Bhutan. Inga underarter finns listade i Catalogue of Life.